# Pierre Georges Louis d'Hughes
Pierre Georges Louis Gaston d'Hughes, né le 8 novembre 1873 à Orléans et mort le 21 août 1961 à Versailles, est un escrimeur français. Chose courante au début du XXe siècle, il pratiquait les trois armes.

## Carrière
Il prit part aux Jeux olympiques d'été de 1900 à Paris, combattant en individuel aux trois armes. Il se classa cinquième de l'épreuve du fleuret individuel, dans une épreuve disputée par cinquante-quatre escrimeurs, dont trente-neuf français. Il ne parvint pas à rejoindre la poule finale à l'épée et au sabre, prenant respectivement la quarante-cinquième et la dixième place à ces deux armes. Comme la grande majorité des escrimeurs européens, il ne disputa pas les jeux de 1904, disputés à Los Angeles.
Il fit son retour aux Jeux olympiques intercalaires de 1906, disputant de nouveau, en individuel, les trois épreuves possibles. Une fois encore, c'est au fleuret qu'il réalisa sa meilleure performance, prenant la troisième place synonyme de médaille de bronze. Bien qu'il ait abandonné au cours de l'épreuve d'épée individuelle, il prend part, à cette arme, à l'épreuve par équipes, remportant l'or devant la Grande-Bretagne.

## Palmarès
- Jeux olympiques
  -  Médaille d'or à l'épée par équipes aux Jeux olympiques intercalaires de 1906 à Athènes
  -  Médaille de bronze au fleuret aux Jeux olympiques intercalaires de 1906 à Athènes